# Giuseppe Rivabella
Giuseppe Rivabella (* 1855 oder 1856 in Fubine; † 24. August 1919 in Neapel) war ein italienischer Sportschütze und Ingenieur.
Zur Zeit der Olympischen Spiele 1896 arbeitete er als Bauingenieur in Athen. Durch das Startverbot des italienischen Marathonläufers Carlo Airoldi war Rivabella der einzige italienische Teilnehmer der Spiele und somit auch der erste italienische Olympiateilnehmer der Geschichte.
Rivabella trat im Schießen – Armeegewehr 200 m – an und errang 1543 Punkte. Damit teile er sich Platz 14 u. a. mit Charles Waldstein (USA), Machonet (GBR), Aristovoulos Petmezas (GRE), Albin Lermusiaux (FRA) und G. Karagiannopoulos (GRE). 
Italien blieb daher bei den Spielen ohne Medaille.